# 391e division de sécurité
La 391e division de sécurité (en allemand : 391. Sicherungs-Division), était une unité des sicherungstruppen (troupes de sécurité en français) de la Heer au sein de la Wehrmacht.

## Historique
La 391. Sicherungs-Division est formée le 23 mars 1944 à partir d'éléments de la 391. Feldausbildungs-Division.
Elle est envoyée sur le Front de l'Est contre l'offensive d'été soviétique de 1944 et subit de lourdes pertes..
L'état-major est redésigné Divisionsstab z.b.V. 391 en février 1945 et l'unité capitule à Halbe en avril 1945.

## Organisation

### Commandants
| Date                              | Grade           | Commandant                         |
| --------------------------------- | --------------- | ---------------------------------- |
| 23 mars 1944 - 1er octobre 1944   | Generalleutnant | Albrecht Baron Digeon von Monteton |
| 1er octobre 1944 - ? février 1945 | Generalmajor    | Rudolf Sieckenius                  |
| ? février 1945 - ? avril 1945     | Generalleutnant | Alex Göschen                       |

## Théâtres d'opérations
- Front de l'Est secteur Centre : mars 1944 - janvier 1945
- Est de l'Allemagne : janvier 1945 - avril 1945

## Ordre de bataille
28 novembre 1944
- Festungs-MG-Bataillon 23
- Festungs-Infanterie-Bataillon 1435
- Stab Steiert avec
  - Festungs-Pak-Kompanie 1/II
  - Festungs-Pak-Kompanie 4/II
  - Festungs-Pak-Kompanie 5/II
  - Festungs-Pak-Kompanie 3/V
  - estungs-Pak-Kompanie 4/V
  - Festungs-Pak-Kompanie 5/V
  - Festungs-Pak-Kompanie 6/V
  - Festungs-Pak-Kompanie 1/VI
- Nachrichten-Abteilung 1541

9 février 1945
- Einsatz-Kompanie SS-Panzergrenadier-Ersatz-Bataillon
- Reserve-Kompanie SS-Panzergrenadier-Ersatz-Bataillon
- Pionier-Brückenspreng-Kommando
- 1./schwere Flak-Abteilung 656
- 3./schwere Flak-Abteilung 656
- Pionier-Sperr-Bataillon z.b.V. 953
- Panzer-Zerstörer-Trupp / Polizei-Regiment Hartmann
- Arko Oberstleutnant Rogge
- Brücken-Kommandant Fürstenberg
- 5 Alarm-Bataillone
- Volkssturm-Bataillon

## Sources
- Samuel Mitcham: Hitler's Legions: The German Army Order of Battle World War II - Leo Cooper, London
  - Cet ouvrage comporte quelques erreurs de dates